# Diego Quemada-Díez
Diego Quemada-Díez, né à Burgos le 15 février 1969, est un réalisateur hispano-mexicain.

## Biographie
Diego Quemada-Díez grandit entre Burgos, Logroño et Barcelone. Jeune, il rêve de devenir poète. Il choisit finalement le cinéma, et après quelques expériences de stagiaire et dans la publicité, il débute réellement en 1995 en tant que deuxième assistant opérateur pour Ken Loach sur Land and Freedom, tourné en Espagne.
Il s'installe un temps aux États-Unis puis se fixe au Mexique. Sa carrière s'internationalise rapidement : il assiste encore Loach sur Carla's Song (1996) et Bread and Roses (2000), et travaille également pour Oliver Stone (L'Enfer du dimanche, 1999), Alejandro González Iñárritu (21 grammes, 2003), Tony Scott (Man on Fire, 2004) ou encore Fernando Meirelles  (The Constant Gardener, 2005).
C'est lors d'un séjour à Mazatlán en 2002 que, ému par le sort des migrants mexicains et centre-américains, naît le projet Rêves d'or. Quemada-Díez recueille 600 témoignages et se lance dans la réalisation de ce film qui mettra plus de 10 ans avoir le jour, avec l'aide entre autres d'une bourse de la Cinéfondation. Rêves d'or est acclamé par la critique, récompensé lors de nombreux festivals (Cannes, La Havane, Mar del Plata...) et rafle 11 prix Ariel dont celui du meilleur film.

## Filmographie
- 2001 : A Table Is a Table
- 2006 : I Want to Be a Pilot
- 2006 : La morena
- 2013 : Rêves d'or